# Floribert Bwana Chui
Floribert Bwana Chui bin Kositi (* 13. Juni 1981 in Goma, Demokratische Republik Kongo; † 7. Juli 2007 ebenda) war ein kongolesischer Zollbeamter, der wegen seines Glaubens und seiner Unbestechlichkeit ermordet wurde. Er wurde am 15. Juni 2025 in einer von Marcello Kardinal Semeraro geleiteten Zeremonie selig gesprochen.

## Leben und Wirken
Floribert Bwana Chui bin Kositi entstammte wohlhabenden Verhältnissen und absolvierte ein Studium der Rechts- und Wirtschaftswissenschaften, das er 2006 als Diplom-Wirtschaftswissenschaftler abschloss. In seiner Studentenzeit schloss er sich der Gemeinschaft Sant’Egidio an. Ehrenamtlich tätig, kümmerte er sich um die Straßenkinder, die im Kongo Maibobo genannt werden, und ebenso um Waisenkinder.
Sein Arbeitsleben begann er zunächst in der kongolesischen Hauptstadt Kinshasa, wo er als Kommissar für Schadensfälle bei der Inlandszoll- und Warenkontrollbehörde Office Congolais de Contrôle tätig war. Später wurde er zu deren Dienststelle in Goma versetzt. Aufgabe der Behörde ist es unter anderem, für die Sicherstellung der einwandfreien Lebensmittelversorgung der Bevölkerung zu sorgen und zum Beispiel verdorbene Ware zu vernichten. Er war Leiter der Dienststelle in Goma.
Chui war katholisch und verlobt.

## Bestechungsversuche,  Entführung und Ermordung
Korrupte Firmenmitarbeiter versuchten ihn mit Beträgen bis zu 3000 Euro zu bestechen, eine Warenladung verdorbenen Reises freigeben zu lassen, damit dieser verkauft werden konnte. Er fürchtete um das Leben der Konsumenten und verweigerte das Geld und ließ sich durch Drohungen nicht einschüchtern. Dann ließ er den Reis verbrennen. Dies begründete er auch mit seinem Glauben, der es ihm verbiete, das Leben anderer Menschen zu gefährden. Dann lieber sein eigenes, so seine Aussage.
Am 7. Juli 2007 wurde er beim Verlassen eines Geschäftes in ein Auto gezerrt und zwei Tage später wurde die mit Spuren von Folter übersäte Leiche gefunden. Chui wurde 26 Jahre alt.

## Nachwirkung
Sein Fall gilt weltweit als Vorbild für den unbestechlichen, aus dem religiösen Glauben handelnden Staatsdiener.
Von Francesco de Palma erschien 2014 ein Buch über sein Leben in einem italienischen Verlag.
In der Kirche San Bartolomeo auf der Tiber-Insel in Rom ist seine Bibel als Reliquie zu finden. Sie ist in einer Seitenkapelle dieser den Märtyrern des 20. und 21. Jahrhunderts gewidmeten Kirche zu sehen.
Am 9. Dezember 2018 schloss Bischof Théophile Kaboy Ruboneka von Goma den Diözesanprozess zur Einleitung des Seligsprechungsprozesses ab und leitete die Unterlagen und Dokumente zur weiteren Prüfung an die Kongregation für die Selig- und Heiligsprechungsprozesse weiter. Am 25. November 2024 erkannte Papst Franziskus das Martyrium Chuis per Dekret an. Die Seligsprechung fand am 15. Juni 2025 in der Basilika Sankt Paul vor den Mauern statt und wurde von Marcello Kardinal Semeraro geleitet.